# Антоновка (Джанкойский район)
Анто́новка (укр. Антонівка, крымскотат.  Antonovka, Антоновка) — село в Джанкойском районе Республики Крым, входит в состав Просторненского сельского поселения (согласно административно-территориальному делению Украины — Просторненского сельского совета Автономной Республики Крым).

## Население
| 2001 | 2014 |
| ---- | ---- |
| 39   | ↘29  |

Всеукраинская перепись 2001 года показала следующее распределение по носителям языка
| Язык             | Процент |
| ---------------- | ------- |
| русский          | 53.85   |
| крымскотатарский | 28.21   |
| украинский       | 17.95   |

### Динамика численности
| - 1915 год — 210/9 чел. - 1926 год — 135 чел. - 1939 год — 130 чел. - 1989 год — 18 чел. | - 2001 год — 39 чел. - 2009 год — 44 чел. - 2014 год — 29 чел. |

## Современное состояние
На 2017 год в Антоновке числится 1 улица — Проезжая; на 2009 год, по данным сельсовета, село занимало площадь 39,6 гектара на которой, в 13 дворах, проживало 44 человека. Антоновка связана автобусным сообщением с райцентром, городами Крыма и соседними населёнными пунктами.

## География
Антоновка — крохотное село на востоке района, в степном Крыму, на берегу Сиваша, высота центра села над уровнем моря — 6 м. Соседние сёла: Стефановка в 1 км на северо-восток, Благодатное в 2 км на юг и Апрелевка в 2 км на запад. Расстояние до райцентра — около 34 километров (по шоссе), ближайшая железнодорожная станция — Азовская (на линии Джанкой — Феодосия) — примерно 23 километра. Транспортное сообщение осуществляется по региональной автодороге 35Н-169 Азовское — Стефановка (по украинской классификации — С-0-10445).

## История
Впервые в доступных источниках Антониновка встречается в Статистическом справочнике Таврической губернии 1915 года, согласно которому в деревне Антониновка (4-й участок отрубов на земле Крестьянского поземельного банка) Ак-Шеихской волости Перекопского уезда числилось 22 двора (все дворы с землёй) с русским населением в количестве 210 человек приписных жителей и 9 — «посторонних», из которых 107 мужчин и 112 женщин. Жители владели 482 десятинами удобной земли. В хозяйствах имелось 98 лошадей, 26 коров и 18 голов мелкого скота.
После установления в Крыму Советской власти, по постановлению Крымревкома от 8 января 1921 года № 206 «Об изменении административных границ» была упразднена волостная система и в составе Джанкойского уезда был создан Джанкойский район. В 1922 году уезды преобразовали в округа. 11 октября 1923 года, согласно постановлению ВЦИК, в административное деление Крымской АССР были внесены изменения, в результате которых округа были ликвидированы, основной административной единицей стал Джанкойский район и село включили в его состав. Согласно Списку населённых пунктов Крымской АССР по Всесоюзной переписи 17 декабря 1926 года, в селе Антониновка, центре упразднённого к 1940 году Антониновского сельсовета Джанкойского района, числилось 27 дворов, из них 26 крестьянских, население составляло 135 человек, из них 124 русских и 11 украинцев. После создания в 1935 году Колайского района (переименованного 14 декабря 1944 года в Азовский), село включили в его состав. По данным всесоюзная перепись населения 1939 года в селе проживало 130 человек.
После освобождения Крыма, 12 августа 1944 года было принято постановление № ГОКО-6372с «О переселении колхозников в районы Крыма» и в сентябре 1944 года в район приехали первые новоселы (162 семьи) из Житомирской области, а в начале 1950-х годов последовала вторая волна переселенцев из различных областей Украины. С 25 июня 1946 года Антониновка в составе Крымской области РСФСР, а 26 апреля 1954 года Крымская область была передана из состава РСФСР в состав УССР. Указом Президиума Верховного Совета УССР «Об укрупнении сельских районов Крымской области», от 30 декабря 1962 года Азовский район был упразднён и село вновь включили в состав Джанкойского.
Время переименования Антониновки в Антоновку по доступным документам установить пока не удалось: на карте 1956 года она ещё Антониновка, а в «:Справочник административно-территориального деления Крымской области на 15 июня 1960 года» село фигурирует уже под современным названием в составе Просторненского сельсовета. С 12 февраля 1991 года село в восстановленной Крымской АССР, 26 февраля 1992 года переименованной в Автономную Республику Крым. С 21 марта 2014 года в составе Крыма аннексирована Россией.